# Dale DeGroff

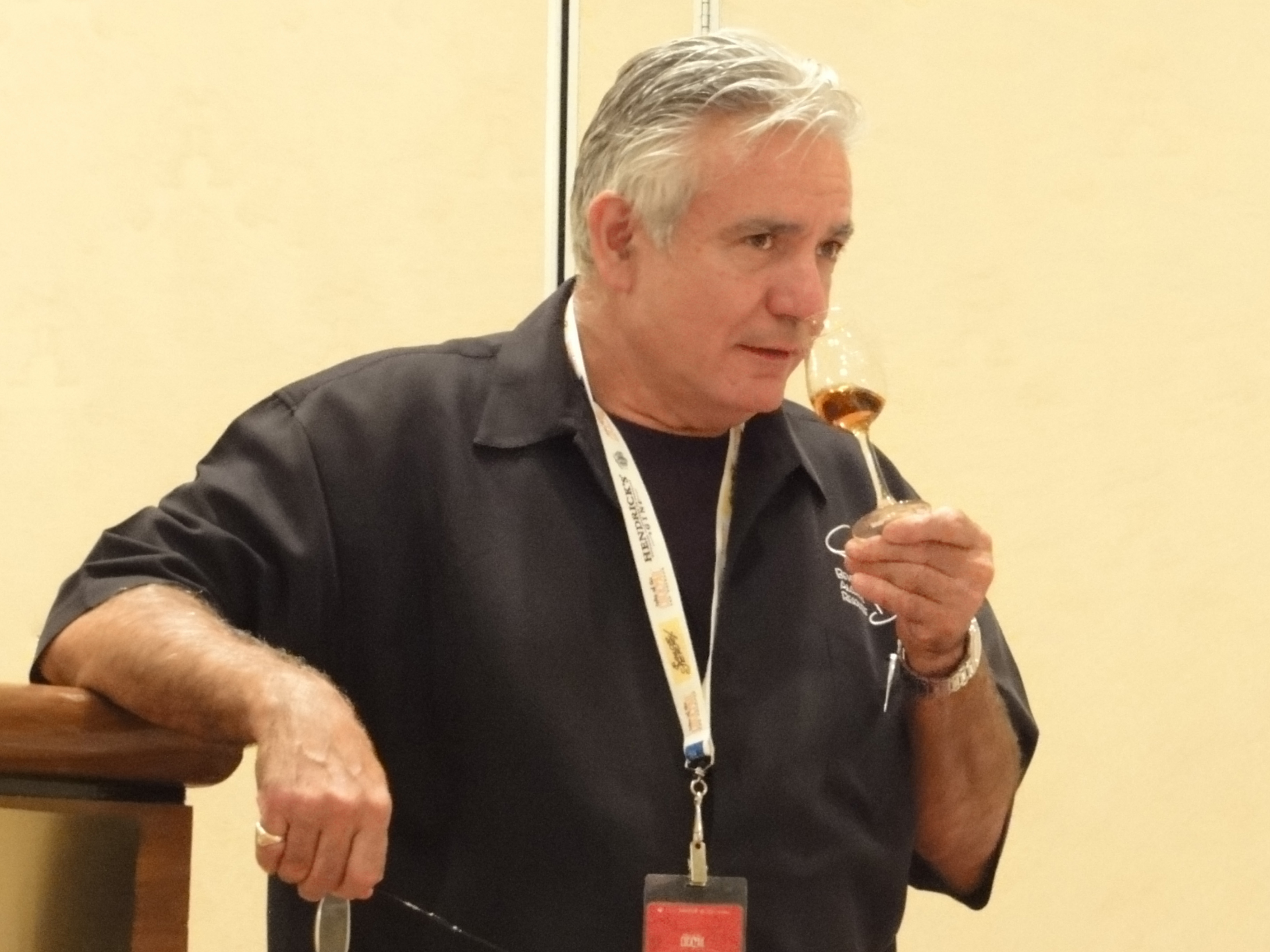
Dale DeGroff auf der Barmesse Tales of the Cocktail in New Orleans (2010).

Dale DeGroff (* 21. September 1948 in Rhode Island) ist ein US-amerikanischer Barkeeper, Sachbuchautor und Berater der Bar- und Spirituosenbranche. Bekannt wurde er während seiner Tätigkeit in der New Yorker Bar Rainbow Room, wo er in den späten 1980er Jahren klassische Cocktail-Rezepturen wiederentdeckte und in der Folge zum Pionier für eine an historischen Vorbildern orientierte, qualitätsbewusste Barkultur wurde. International ist er auch als „King Cocktail“ bekannt und nutzt diese Bezeichnung auch selbst auf seiner Website.

## Leben
Dale DeGroff kam 1969 im Alter von 21 Jahren Nach New York, um Schauspieler zu werden. Bei seinen Exkursionen durch die Bars und Restaurants der Stadt traf er auf den erfolgreichen Gastronomen Joseph Baum, welcher in New York über 130 Restaurants, Lokale und Bars betrieb und DeGroff 1973 eine Stelle als Kellner im Charley O’s im Rockefeller Center anbot. Es folgte ein sechsjähriger Aufenthalt in Los Angeles als Barkeeper im Hotel Bel-Air. Nach seiner Rückkehr nach New York arbeitete DeGroff erneut für Baum und entwickelte unter anderem neue Cocktailkarten für mehrere Bars. 1987 begleitete DeGroff die Wiedereröffnung des legendären Rainbow Room, ebenfalls eine von Baums Bars. In seine Zeit im Rainbow Room fiel die Wiederbelebung klassischer Rezepturen von Jerry Thomas und anderen Barkeepern aus der Zeit vor der Prohibition. DeGroff verwendete möglichst viele frische Zutaten, beispielsweise frisch gepresste Zitrussäfte anstelle des damals üblichen, als Fertigprodukt abgefüllten Sour Mix aus der Flasche. Im Rainbow Room entwickelte sich der Cosmopolitan zu einem der populärsten Cocktails. Heute ist DeGroff nicht mehr selbst als Barkeeper tätig. Er berät Spirituosenfirmen und Bars und veranstaltet Seminare für die Bar- und Spirituosenbranche. 2004 gründete er mit einigen Barkeepern in New Orleans das Museum of the American Cocktail (MOTAC), das sich mit dem Thema Cocktails, Spirituosen und Bartending beschäftigt und aktuell unter dem Dach der gemeinnützigen („nonprofit“) National Food & Beverage Foundation aus ständigen Ausstellungen in New Orleans und Los Angeles besteht. Sein 2002 veröffentlichtes Buch The Craft of the Cocktail gilt mittlerweile als Standardwerk. 2012 brachte er einen von ihm entwickelten Cocktailbitter mit Piment-Aroma heraus.

## Veröffentlichungen
- Dale DeGroff: The Craft of the Cocktail. Clarkson Potter, New York 2002, ISBN 0-609-60875-4.
- Dale DeGroff: The Essential Cocktail. Clarkson Potter, New York 2008, ISBN 978-0-307-40573-9.